# Mafê

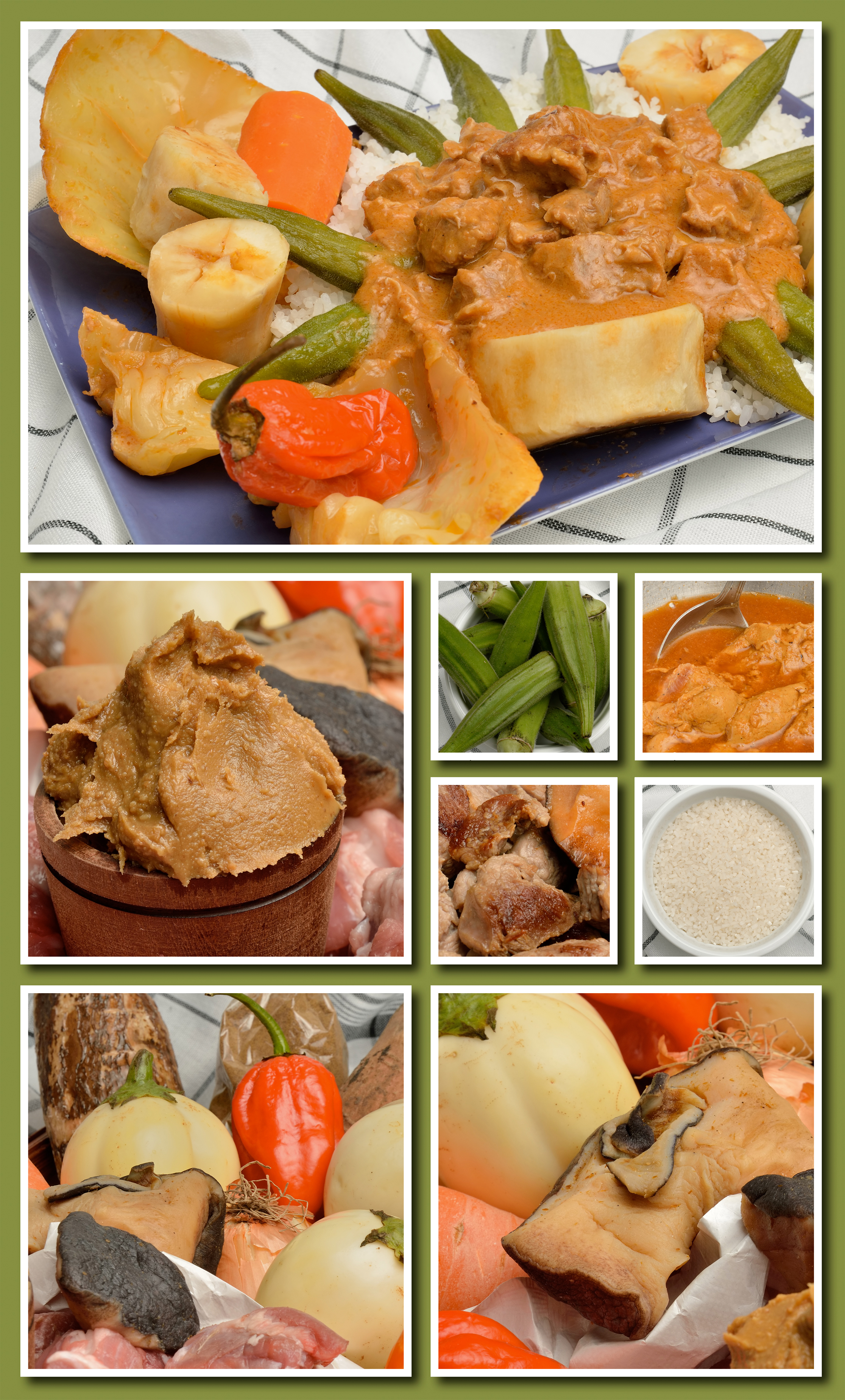
Mafê (Senegal)

Mafê é a versão da África Ocidental do caril de amendoim do sul de Moçambique, com a diferença do amendoim ser torrado, antes de ser pilado, o que lhe dá um tom mais escuro e um sabor mais pronunciado. A pasta de amendoim, que os ingleses internacionalizaram com o nome de manteiga de amendoim ("peanut butter"), é usada para engrossar e adicionar proteína a um guisado, que pode ser apenas de vegetais, de carne, ou de peixe, especialmente no Senegal, onde esta preparação tem o nome de mafê.
A carne e os vegetais, que podem incluir quiabo, cenoura, folhas de várias plantas, e temperos como malagueta, colorau, açafrão, são primeiro cozinhados em água, geralmente começando por um refogado de cebola, alho e tomate, sendo a pasta de amendoim adicionada no fim, em lume brando, mexendo com cuidado para que se incorpore no guisado. O mafê é geralmente servido com arroz branco, cuscuz, "fufu" (pirão de mandioca ou de outros tubérculos), ou batata-doce. 